# 1998 TG16
1998 TG16 är en trojansk asteroid i Jupiters lagrangepunkt L4. Den upptäcktes 13 oktober 1998 av den kroatiska astronomen Korado Korlević vid Višnjan-observatoriet.
Asteroiden har en diameter på ungefär 25 kilometer.